# Tour de Nuremberg féminin 2008
La 12e édition du Tour de Nuremberg féminin a lieu le 14 septembre 2008. C'est la onzième et dernière épreuve de la Coupe du monde. Elle est remportée par l'Allemande Judith Arndt.

## Équipes
| Équipes féminines professionnelles (11)- Bigla - DSB Bank - ELK Haus - Flexpoint - Fenixs - Columbia Women - Equipe Nürnberger Versicherung - Topsport Vlaanderen Thompson Ladies - Team Specialized Designs for Women - Uniqa - Vrienden van het Platteland Équipes nationales (3)- Allemagne - Norvège - Pays-Bas Équipe féminines amateur (2)- Koga Miyata - Team Stuttgart |
| |

## Parcours
Dix tours d'un circuit long de 12,9 km sont effectués. Celui-ci est plat, à l'exception d'un très légère montée vers le château, et emprunte des routes larges avec peu de virages,.

## Favorites
Marianne Vos est favorite à sa propre succession. Ina-Yoko Teutenberg fait figure de principale concurrente. Regina Schleicher, Monica Holler et Kirsten Wild sont outsiders.

## Récit de la course
À mi-course, une échappée de dix-neuf coureuses se forme. Il s'agit de : Marianne Vos, Tina Liebig, Charlotte Becker, Suzanne de Goede, Larissa Kleinmann, Judith Arndt, Alexis Rhodes, Luise Keller, Jennifer Hohl, Monica Holler, Andrea Thürig, Susanne Ljungskog, Sarah Grab, Liesbeth Bakker, Karin Aune, Romy Kasper, Kirsten Wild, Chantal Blaak et Claudia Meyer. Au fil des tours, ce groupe se réduit à dix unités. À quatorze kilomètres de l'arrivée, Judith Arndt part seule et n'est plus reprise. Derrière, Monica Holler règle le groupe de poursuite.

## Classements

### Classement final
| \| Classement général \| Classement général \| Classement général \| Classement général \| Classement général \| \| Coureuse \| Coureuse \| Pays \| Équipe \| Temps \| \| ------------------ \| ------------------ \| ------------------ \| ------------------------------ \| ------------------ \| \| 1re \| Judith Arndt \| Allemagne \| Columbia Women \| 3 h 14 min 01 s \| \| 2e \| Monica Holler \| Suède \| Bigla \| + 1 min 02 s \| \| 3e \| Kirsten Wild \| Pays-Bas \| AA Drink-Cycling Team \| + 1 min 02 s \| \| 4e \| Marianne Vos \| Pays-Bas \| DSB Bank \| + 1 min 02 s \| \| 5e \| Charlotte Becker \| Allemagne \| Equipe Nürnberger Versicherung \| + 1 min 02 s \| \| 6e \| Suzanne de Goede \| Pays-Bas \| Equipe Nürnberger Versicherung \| + 1 min 02 s \| \| 7e \| Andrea Thürig \| Suisse \| Bigla \| + 1 min 02 s \| \| 8e \| Alexis Rhodes \| Australie \| Columbia Women \| + 1 min 02 s \| \| 9e \| Susanne Ljungskog \| Suède \| Flexpoint \| + 1 min 02 s \| \| 10e \| Karin Aune \| Suède \| Uniqa \| + 1 min 02 s \| |                   |           |                                |                 |
| |                   |           |                                |                 |
| Source : Cycling Quotient |                   |           |                                |                 |
| Classement général |                   |           |                                |                 |
| Coureuse | Coureuse          | Pays      | Équipe                         | Temps           |
| 1re | Judith Arndt      | Allemagne | Columbia Women                 | 3 h 14 min 01 s |
| 2e | Monica Holler     | Suède     | Bigla                          | + 1 min 02 s    |
| 3e | Kirsten Wild      | Pays-Bas  | AA Drink-Cycling Team          | + 1 min 02 s    |
| 4e | Marianne Vos      | Pays-Bas  | DSB Bank                       | + 1 min 02 s    |
| 5e | Charlotte Becker  | Allemagne | Equipe Nürnberger Versicherung | + 1 min 02 s    |
| 6e | Suzanne de Goede  | Pays-Bas  | Equipe Nürnberger Versicherung | + 1 min 02 s    |
| 7e | Andrea Thürig     | Suisse    | Bigla                          | + 1 min 02 s    |
| 8e | Alexis Rhodes     | Australie | Columbia Women                 | + 1 min 02 s    |
| 9e | Susanne Ljungskog | Suède     | Flexpoint                      | + 1 min 02 s    |
| 10e | Karin Aune        | Suède     | Uniqa                          | + 1 min 02 s    |

## Liste des participantes
| DSB Bank DSB | DSB Bank DSB              | DSB Bank DSB |
| ------------ | ------------------------- | ------------ |
| Num          | Coureuse                  | Pos          |
| 1            | Marianne Vos (NED)        | 4e           |
| 2            | Tina Liebig (GER)         | 11e          |
| 3            | Marieke van Wanroij (NED) | 20e          |
| 4            | Andrea Bosman (NED)       | 21e          |
| 5            | Angela Hennig (GER)       | 66e          |
| 6            | Evelien Bekkering (NED)   | AB           |

| Columbia Women TMP | Columbia Women TMP        | Columbia Women TMP |
| ------------------ | ------------------------- | ------------------ |
| Num                | Coureuse                  | Pos                |
| 11                 | Judith Arndt (GER)        | 1re                |
| 12                 | Alexis Rhodes (AUS)       | 8e                 |
| 13                 | Emilia Fahlin (SWE)       | 33e                |
| 14                 | Anke Wichmann (GER)       | 74e                |
| 15                 | Ina-Yoko Teutenberg (GER) | 75e                |
| 16                 | Luise Keller (GER)        | AB                 |

| Equipe Nürnberger Versicherung NUR | Equipe Nürnberger Versicherung NUR | Equipe Nürnberger Versicherung NUR |
| ---------------------------------- | ---------------------------------- | ---------------------------------- |
| Num                                | Coureuse                           | Pos                                |
| 21                                 | Charlotte Becker (GER)             | 5e                                 |
| 22                                 | Suzanne de Goede (NED)             | 6e                                 |
| 23                                 | Larissa Kleinmann (GER)            | 12e                                |
| 24                                 | Romy Kasper (GER)                  | 16e                                |
| 25                                 | Christina Becker (GER)             | 60e                                |
| 26                                 | Trixi Worrack (GER)                | 67e                                |
| 27                                 | Regina Schleicher (GER)            | 70e                                |

| Bigla BCT | Bigla BCT           | Bigla BCT |
| --------- | ------------------- | --------- |
| Num       | Coureuse            | Pos       |
| 31        | Monica Holler (SWE) | 2e        |
| 32        | Andrea Thürig (SUI) | 7e        |
| 33        | Jennifer Hohl (SUI) | 18e       |
| 34        | Andrea Wolfer (SUI) | 26e       |
| 35        | Bettina Kühn (SUI)  | 30e       |

| Flexpoint FLX | Flexpoint FLX           | Flexpoint FLX |
| ------------- | ----------------------- | ------------- |
| Num           | Coureuse                | Pos           |
| 41            | Susanne Ljungskog (SWE) | 9e            |
| 42            | Adrienne Snijder (NED)  | 22e           |
| 43            | Elise van Hage (NED)    | 35e           |
| 44            | Trine Schmidt (DEN)     | 71e           |
| 45            | Saskia Elemans (NED)    | 73e           |

| Vrienden van het Platteland VVP | Vrienden van het Platteland VVP | Vrienden van het Platteland VVP |
| ------------------------------- | ------------------------------- | ------------------------------- |
| Num                             | Coureuse                        | Pos                             |
| 51                              | Liesbeth Bakker (NED)           | 14e                             |
| 52                              | Jaccolien Wallaard (NED)        | 24e                             |
| 53                              | Annemiek van Vleuten (NED)      | 31e                             |
| 54                              | Martine Bras (NED)              | 64e                             |
| 55                              | Marit Huisman (NED)             | 76e                             |

| Uniqa UNG | Uniqa UNG                 | Uniqa UNG |
| --------- | ------------------------- | --------- |
| Num       | Coureuse                  | Pos       |
| 61        | Karin Aune (SWE)          | 10e       |
| 62        | Nathalie Lamborelle (LUX) | 23e       |
| 63        | Daniela Pintarelli (AUT)  | 62e       |
| 64        | Bernadette Schober (AUT)  | 68e       |

| Fenixs FEN | Fenixs FEN             | Fenixs FEN |
| ---------- | ---------------------- | ---------- |
| Num        | Coureuse               | Pos        |
| 71         | Alice Marmorini (ITA)  | 25e        |
| 72         | Samantha Galassi (ITA) | 32e        |
| 73         | Suzie Godart (LUX)     | 50e        |
| 74         | Nadejda Vlasova (RUS)  | AB         |

| Pays-Bas NED | Pays-Bas NED       | Pays-Bas NED |
| ------------ | ------------------ | ------------ |
| Num          | Coureuse           | Pos          |
| 81           | Kirsten Wild       | 3e           |
| 82           | Chantal Blaak      | 13e          |
| 83           | Monique van de Ree | 28e          |
| 84           | Gabrielle Rovers   | 58e          |

| Topsport Vlaanderen Thompson Ladies VLL | Topsport Vlaanderen Thompson Ladies VLL | Topsport Vlaanderen Thompson Ladies VLL |
| --------------------------------------- | --------------------------------------- | --------------------------------------- |
| Num                                     | Coureuse                                | Pos                                     |
| 91                                      | Kelly Druyts (BEL)                      | 29e                                     |
| 92                                      | Tine Ghyselinck (BEL)                   | 36e                                     |
| 93                                      | Sjoukje Dufoer (BEL)                    | 44e                                     |
| 94                                      | Loes Sels (BEL)                         | 69e                                     |

| Allemagne GER | Allemagne GER   | Allemagne GER |
| ------------- | --------------- | ------------- |
| Num           | Coureuse        | Pos           |
| 101           | Elke Gebhardt   | 39e           |
| 102           | Lisa Brennauer  | 42e           |
| 103           | Marlen Jöhrend  | 52e           |
| 104           | Stephanie Pohl  | 65e           |
| 105           | Lena Köckerling | AB            |

| ELK Haus EHN | ELK Haus EHN            | ELK Haus EHN |
| ------------ | ----------------------- | ------------ |
| Num          | Coureuse                | Pos          |
| 111          | Pelin Cizgin (AUT)      | 40e          |
| 112          | Stefanie Degle (GER)    | 43e          |
| 113          | Martina Růžičková (CZE) | 47e          |
| 114          | Lisa-Marie Degle (GER)  | 49e          |
| 115          | Manuela Grunzweil (AUT) | 54e          |

| Norvège NOR | Norvège NOR          | Norvège NOR |
| ----------- | -------------------- | ----------- |
| Num         | Coureuse             | Pos         |
| 121         | Linn Torp            | 38e         |
| 122         | Frøydis Meen Wærsted | 41e         |
| 123         | Elin Fylkesnes       | 45e         |
| 124         | Kristine Saastad     | 55e         |
| 125         | Caroline Wøien       | 56e         |

| Koga Miyata ___ | Koga Miyata ___        | Koga Miyata ___ |
| --------------- | ---------------------- | --------------- |
| Num             | Coureuse               | Pos             |
| 131             | Martina Zwick (GER)    | 27e             |
| 132             | Birgit Söllner (GER)   | 34e             |
| 133             | Rosmarie Mayer (GER)   | 46e             |
| 134             | Jana Süss (GER)        | 57e             |
| 135             | Alexandra Nöhles (GER) | AB              |
| 136             | Nicole Heine (GER)     | AB              |

| Team Stuttgart ___ | Team Stuttgart ___        | Team Stuttgart ___ |
| ------------------ | ------------------------- | ------------------ |
| Num                | Coureuse                  | Pos                |
| 141                | Claudia Meyer (GER)       | 15e                |
| 142                | Denise Zuckermandel (GER) | 19e                |
| 143                | Anna-Maria Beyer (GER)    | 37e                |
| 144                | Sandra Dietl (GER)        | 48e                |
| 145                | Nicole Mader (GER)        | 59e                |
| 146                | Stéphanie Borchers (GER)  | 63e                |

| Team Specialized Designs for Women TSW | Team Specialized Designs for Women TSW | Team Specialized Designs for Women TSW |
| -------------------------------------- | -------------------------------------- | -------------------------------------- |
| Num                                    | Coureuse                               | Pos                                    |
| 151                                    | Sarah Grab (SUI)                       | 17e                                    |
| 152                                    | Andrea Knecht (SUI)                    | 51e                                    |
| 153                                    | Mirjam Hauser-Senn (SUI)               | 53e                                    |
| 154                                    | Monika Furrer (SUI)                    | 61e                                    |
| 155                                    | Tanja Schmidt-Hennes (GER)             | 72e                                    |
| 156                                    | Emma Pooley (GBR)                      | NP                                     |

| DSB Bank DSB | DSB Bank DSB              | DSB Bank DSB |
| ------------ | ------------------------- | ------------ |
| Num          | Coureuse                  | Pos          |
| 1            | Marianne Vos (NED)        | 4e           |
| 2            | Tina Liebig (GER)         | 11e          |
| 3            | Marieke van Wanroij (NED) | 20e          |
| 4            | Andrea Bosman (NED)       | 21e          |
| 5            | Angela Hennig (GER)       | 66e          |
| 6            | Evelien Bekkering (NED)   | AB           |

| Columbia Women TMP | Columbia Women TMP        | Columbia Women TMP |
| ------------------ | ------------------------- | ------------------ |
| Num                | Coureuse                  | Pos                |
| 11                 | Judith Arndt (GER)        | 1re                |
| 12                 | Alexis Rhodes (AUS)       | 8e                 |
| 13                 | Emilia Fahlin (SWE)       | 33e                |
| 14                 | Anke Wichmann (GER)       | 74e                |
| 15                 | Ina-Yoko Teutenberg (GER) | 75e                |
| 16                 | Luise Keller (GER)        | AB                 |

| Equipe Nürnberger Versicherung NUR | Equipe Nürnberger Versicherung NUR | Equipe Nürnberger Versicherung NUR |
| ---------------------------------- | ---------------------------------- | ---------------------------------- |
| Num                                | Coureuse                           | Pos                                |
| 21                                 | Charlotte Becker (GER)             | 5e                                 |
| 22                                 | Suzanne de Goede (NED)             | 6e                                 |
| 23                                 | Larissa Kleinmann (GER)            | 12e                                |
| 24                                 | Romy Kasper (GER)                  | 16e                                |
| 25                                 | Christina Becker (GER)             | 60e                                |
| 26                                 | Trixi Worrack (GER)                | 67e                                |
| 27                                 | Regina Schleicher (GER)            | 70e                                |

| Bigla BCT | Bigla BCT           | Bigla BCT |
| --------- | ------------------- | --------- |
| Num       | Coureuse            | Pos       |
| 31        | Monica Holler (SWE) | 2e        |
| 32        | Andrea Thürig (SUI) | 7e        |
| 33        | Jennifer Hohl (SUI) | 18e       |
| 34        | Andrea Wolfer (SUI) | 26e       |
| 35        | Bettina Kühn (SUI)  | 30e       |

| Flexpoint FLX | Flexpoint FLX           | Flexpoint FLX |
| ------------- | ----------------------- | ------------- |
| Num           | Coureuse                | Pos           |
| 41            | Susanne Ljungskog (SWE) | 9e            |
| 42            | Adrienne Snijder (NED)  | 22e           |
| 43            | Elise van Hage (NED)    | 35e           |
| 44            | Trine Schmidt (DEN)     | 71e           |
| 45            | Saskia Elemans (NED)    | 73e           |

| Vrienden van het Platteland VVP | Vrienden van het Platteland VVP | Vrienden van het Platteland VVP |
| ------------------------------- | ------------------------------- | ------------------------------- |
| Num                             | Coureuse                        | Pos                             |
| 51                              | Liesbeth Bakker (NED)           | 14e                             |
| 52                              | Jaccolien Wallaard (NED)        | 24e                             |
| 53                              | Annemiek van Vleuten (NED)      | 31e                             |
| 54                              | Martine Bras (NED)              | 64e                             |
| 55                              | Marit Huisman (NED)             | 76e                             |

| Uniqa UNG | Uniqa UNG                 | Uniqa UNG |
| --------- | ------------------------- | --------- |
| Num       | Coureuse                  | Pos       |
| 61        | Karin Aune (SWE)          | 10e       |
| 62        | Nathalie Lamborelle (LUX) | 23e       |
| 63        | Daniela Pintarelli (AUT)  | 62e       |
| 64        | Bernadette Schober (AUT)  | 68e       |

| Fenixs FEN | Fenixs FEN             | Fenixs FEN |
| ---------- | ---------------------- | ---------- |
| Num        | Coureuse               | Pos        |
| 71         | Alice Marmorini (ITA)  | 25e        |
| 72         | Samantha Galassi (ITA) | 32e        |
| 73         | Suzie Godart (LUX)     | 50e        |
| 74         | Nadejda Vlasova (RUS)  | AB         |

| Pays-Bas NED | Pays-Bas NED       | Pays-Bas NED |
| ------------ | ------------------ | ------------ |
| Num          | Coureuse           | Pos          |
| 81           | Kirsten Wild       | 3e           |
| 82           | Chantal Blaak      | 13e          |
| 83           | Monique van de Ree | 28e          |
| 84           | Gabrielle Rovers   | 58e          |

| Topsport Vlaanderen Thompson Ladies VLL | Topsport Vlaanderen Thompson Ladies VLL | Topsport Vlaanderen Thompson Ladies VLL |
| --------------------------------------- | --------------------------------------- | --------------------------------------- |
| Num                                     | Coureuse                                | Pos                                     |
| 91                                      | Kelly Druyts (BEL)                      | 29e                                     |
| 92                                      | Tine Ghyselinck (BEL)                   | 36e                                     |
| 93                                      | Sjoukje Dufoer (BEL)                    | 44e                                     |
| 94                                      | Loes Sels (BEL)                         | 69e                                     |

| Allemagne GER | Allemagne GER   | Allemagne GER |
| ------------- | --------------- | ------------- |
| Num           | Coureuse        | Pos           |
| 101           | Elke Gebhardt   | 39e           |
| 102           | Lisa Brennauer  | 42e           |
| 103           | Marlen Jöhrend  | 52e           |
| 104           | Stephanie Pohl  | 65e           |
| 105           | Lena Köckerling | AB            |

| ELK Haus EHN | ELK Haus EHN            | ELK Haus EHN |
| ------------ | ----------------------- | ------------ |
| Num          | Coureuse                | Pos          |
| 111          | Pelin Cizgin (AUT)      | 40e          |
| 112          | Stefanie Degle (GER)    | 43e          |
| 113          | Martina Růžičková (CZE) | 47e          |
| 114          | Lisa-Marie Degle (GER)  | 49e          |
| 115          | Manuela Grunzweil (AUT) | 54e          |

| Norvège NOR | Norvège NOR          | Norvège NOR |
| ----------- | -------------------- | ----------- |
| Num         | Coureuse             | Pos         |
| 121         | Linn Torp            | 38e         |
| 122         | Frøydis Meen Wærsted | 41e         |
| 123         | Elin Fylkesnes       | 45e         |
| 124         | Kristine Saastad     | 55e         |
| 125         | Caroline Wøien       | 56e         |

| Koga Miyata ___ | Koga Miyata ___        | Koga Miyata ___ |
| --------------- | ---------------------- | --------------- |
| Num             | Coureuse               | Pos             |
| 131             | Martina Zwick (GER)    | 27e             |
| 132             | Birgit Söllner (GER)   | 34e             |
| 133             | Rosmarie Mayer (GER)   | 46e             |
| 134             | Jana Süss (GER)        | 57e             |
| 135             | Alexandra Nöhles (GER) | AB              |
| 136             | Nicole Heine (GER)     | AB              |

| Team Stuttgart ___ | Team Stuttgart ___        | Team Stuttgart ___ |
| ------------------ | ------------------------- | ------------------ |
| Num                | Coureuse                  | Pos                |
| 141                | Claudia Meyer (GER)       | 15e                |
| 142                | Denise Zuckermandel (GER) | 19e                |
| 143                | Anna-Maria Beyer (GER)    | 37e                |
| 144                | Sandra Dietl (GER)        | 48e                |
| 145                | Nicole Mader (GER)        | 59e                |
| 146                | Stéphanie Borchers (GER)  | 63e                |

| Team Specialized Designs for Women TSW | Team Specialized Designs for Women TSW | Team Specialized Designs for Women TSW |
| -------------------------------------- | -------------------------------------- | -------------------------------------- |
| Num                                    | Coureuse                               | Pos                                    |
| 151                                    | Sarah Grab (SUI)                       | 17e                                    |
| 152                                    | Andrea Knecht (SUI)                    | 51e                                    |
| 153                                    | Mirjam Hauser-Senn (SUI)               | 53e                                    |
| 154                                    | Monika Furrer (SUI)                    | 61e                                    |
| 155                                    | Tanja Schmidt-Hennes (GER)             | 72e                                    |
| 156                                    | Emma Pooley (GBR)                      | NP                                     |

Les dossards ne sont pas connus.